# Metanira

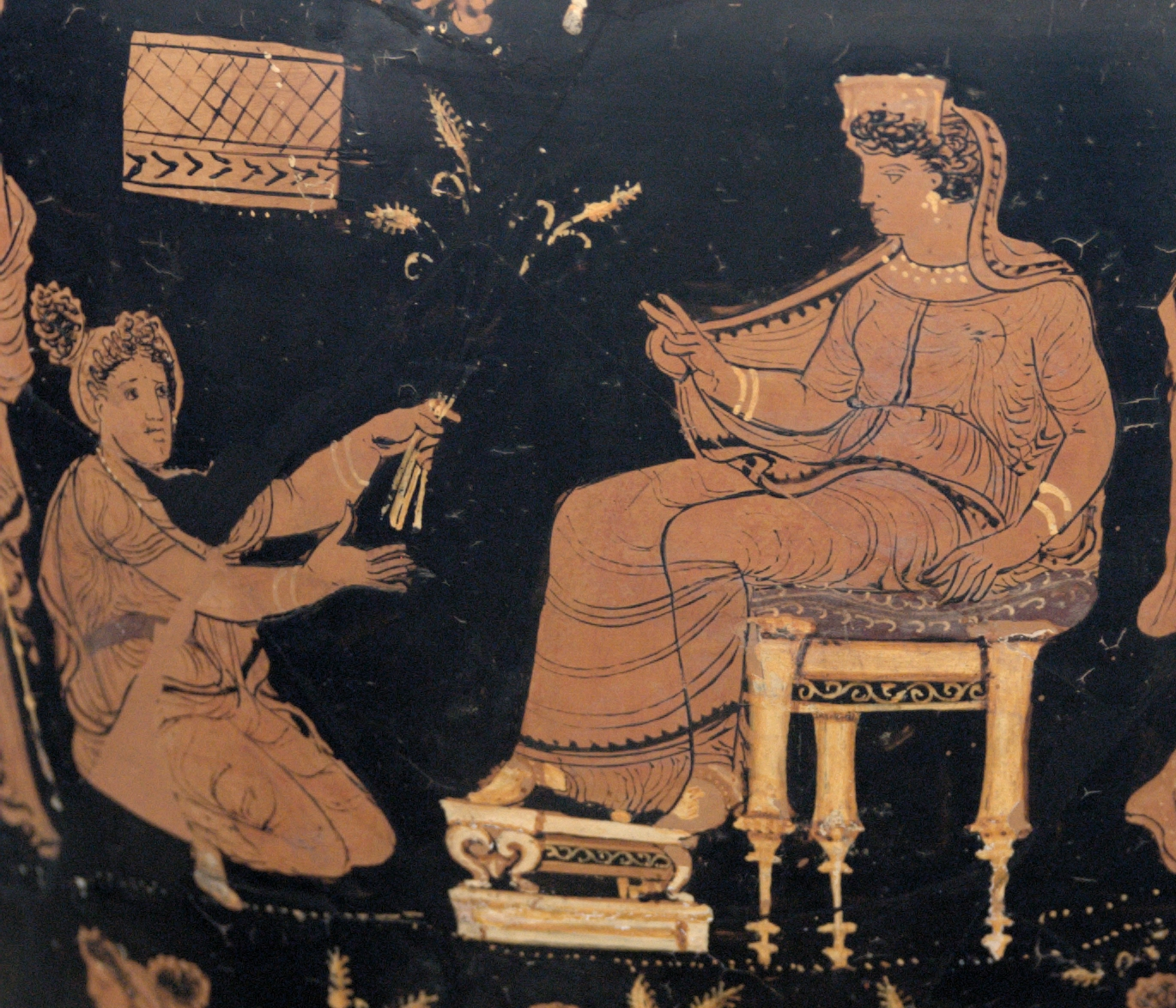
Deméter e Metanira, detalhe de uma hidria de figura vermelha, Antikensammlung Berlim.

Na mitologia grega, Metanira (em grego antigo, Μετάνειρα) era filha de Anfictião e Crânae, rainha de Elêusis por seu casamento com Celeu.
Quando a deusa Deméter procurou sua filha Perséfone por todo o mundo (que havia sido sequestrada pelo deus Hades ), ela chegou àquele reino metamorfoseado em uma velha e foi recebida hospitaleiramente na mansão real. Metanira cuidava do bebê Demofonte, recém-nascido. Até então, Metanira já tinha três filhos com o marido (chamado Abante, Triptólemo e o mencionado Demofonte) e quatro filhas (Calítoe, Calídice, Clesídice e Demo).
Agradecida pela hospitalidade com que a família real a recebera, Deméter decidiu que ela iria imortalizar o recém-nascido. E para isso, ele o alimentou com ambrosia (a comida dos deuses olímpicos, que tornava desnecessário qualquer outro nutriente) e o submeteu à noite a um ritual de fogo com o qual pretendia queimar o componente mortal de todo ser humano.  Acidentalmente, Metanira apareceu na sala onde o ritual estava sendo celebrado e, assustada ao ver o filho por cima das chamas, começou a gritar desesperadamente, quebrando o feitiço.